# Olympische Sommerspiele 2020/Ringen/Qualifikation
Insgesamt gibt es 288 Quotenplätze für die Wettbewerbe im Ringen bei den Olympischen Sommerspielen 2020 in Tokio. Der japanischen Delegation stehen zwei Quotenplätze als Gastgebernation zu, diese werden beim Asiatischen Qualifikationsturnier vergeben, sofern Japan noch keine Quotenplätze erkämpft hat. Pro Nation kann nur ein Athlet pro Gewichtsklasse teilnehmen. Hat ein Athlet einen Quotenplatz erkämpft, liegt die Entscheidung beim jeweiligen Nationalen Olympischen Komitee, wer diesen belegt.
Neben den Weltmeisterschaften 2019 gibt es vier kontinentale und ein weltweites Qualifikationsturnier, über die sich die Athleten qualifizieren können.

## Übersicht
| Nation               | Männer      | Männer      | Männer      | Männer      | Männer      | Männer      | Männer                    | Männer                    | Männer                    | Männer                    | Männer                    | Männer                    | Frauen      | Frauen      | Frauen      | Frauen      | Frauen      | Frauen      | Gesamt   |
| Nation               | Freier Stil | Freier Stil | Freier Stil | Freier Stil | Freier Stil | Freier Stil | Griechisch-römischer Stil | Griechisch-römischer Stil | Griechisch-römischer Stil | Griechisch-römischer Stil | Griechisch-römischer Stil | Griechisch-römischer Stil | Freier Stil | Freier Stil | Freier Stil | Freier Stil | Freier Stil | Freier Stil | Gesamt   |
| Nation               | 57 kg       | 65 kg       | 74 kg       | 86 kg       | 97 kg       | 125 kg      | 60 kg                     | 67 kg                     | 77 kg                     | 87 kg                     | 97 kg                     | 130 kg                    | 50 kg       | 53 kg       | 57 kg       | 62 kg       | 68 kg       | 76 kg       | Athleten |
| -------------------- | ----------- | ----------- | ----------- | ----------- | ----------- | ----------- | ------------------------- | ------------------------- | ------------------------- | ------------------------- | ------------------------- | ------------------------- | ----------- | ----------- | ----------- | ----------- | ----------- | ----------- | -------- |
| Ägypten              |             |             | X           |             |             | X           | X                         | X                         |                           | X                         |                           | X                         |             |             |             |             | X           | X           | 8        |
| Algerien             | X           |             |             | X           | X           | X           | X                         | X                         |                           | X                         | X                         |                           |             |             |             |             |             |             | 8        |
| Argentinien          |             | X           |             |             |             |             |                           |                           |                           |                           |                           |                           |             |             |             |             |             |             | 1        |
| Armenien             | X           | X           |             |             |             |             | X                         | X                         | X                         |                           | X                         |                           |             |             |             |             |             |             | 6        |
| Aserbaidschan        |             | X           | X           |             | X           |             |                           |                           | X                         | X                         |                           |                           | X           |             |             |             | X           |             | 7        |
| Brasilien            |             |             |             |             |             |             |                           |                           |                           |                           |                           | X                         |             |             |             | X           |             | X           | 3        |
| Bulgarien            | X           |             |             |             |             |             |                           |                           | X                         |                           | X                         |                           | X           |             | X           | X           | X           |             | 7        |
| Chile                |             |             |             |             |             |             |                           |                           |                           |                           |                           | X                         |             |             |             |             |             |             | 1        |
| China                | X           |             |             | X           |             | X           | X                         |                           |                           | X                         |                           |                           | X           | X           | X           | X           | X           | X           | 11       |
| Dänemark             |             |             |             |             |             |             |                           | X                         |                           |                           |                           |                           |             |             |             |             |             |             | 1        |
| Deutschland          |             |             |             |             |             | X           | X                         | X                         |                           | X                         |                           | X                         |             |             |             |             | X           | X           | 7        |
| Ecuador              |             |             |             |             |             |             |                           |                           |                           |                           |                           |                           | X           | X           |             |             |             |             | 2        |
| Estland              |             |             |             |             |             |             |                           |                           |                           |                           |                           | X                         |             |             |             |             |             | X           | 2        |
| Finnland             |             |             |             |             |             |             |                           |                           |                           |                           | X                         | X                         |             |             |             |             |             |             | 2        |
| Frankreich           |             |             |             |             |             |             |                           |                           |                           |                           |                           |                           |             |             | X           |             | X           |             | 2        |
| Georgien             |             |             | X           |             | X           | X           |                           | X                         |                           | X                         | X                         | X                         |             |             |             |             |             |             | 7        |
| Griechenland         |             | X           |             |             |             |             |                           |                           |                           |                           |                           |                           |             | X           |             |             |             |             | 2        |
| Guam                 |             |             |             |             |             |             |                           |                           |                           |                           |                           |                           |             | X           |             |             |             |             | 1        |
| Guinea               |             |             |             |             |             |             |                           |                           |                           |                           |                           |                           |             |             | X           |             |             |             | 1        |
| Guinea-Bissau        | X           |             | X           |             |             |             |                           |                           |                           |                           |                           |                           |             |             |             |             |             |             | 2        |
| Indien               | X           | X           |             | X           |             |             |                           |                           |                           |                           |                           |                           | X           | X           | X           | X           |             |             | 7        |
| Iran                 | X           | X           | X           | X           | X           | X           | X                         | X                         | X                         |                           | X                         | X                         |             |             |             |             |             |             | 11       |
| Italien              |             |             | X           |             | X           |             |                           |                           |                           |                           |                           |                           |             |             |             |             |             |             | 2        |
| Japan                | X           | X           | X           | X           |             |             | X                         |                           | X                         |                           |                           |                           | X           | X           | X           | X           | X           | X           | 12       |
| Kamerun              |             |             |             |             |             |             |                           |                           |                           |                           |                           |                           |             | X           |             |             |             |             | 1        |
| Kanada               |             |             |             |             | X           | X           |                           |                           |                           |                           |                           |                           |             |             |             |             | X           | X           | 4        |
| Kasachstan           | X           | X           | X           |             | X           | X           | X                         |                           | X                         | X                         |                           |                           | X           | X           |             |             |             | X           | 11       |
| Kirgisistan          |             | X           |             |             |             | X           | X                         |                           | X                         | X                         | X                         |                           |             |             |             | X           | X           | X           | 9        |
| Kolumbien            | X           |             |             | X           |             |             |                           | X                         |                           |                           |                           |                           |             |             |             |             |             |             | 3        |
| Kosovo               |             |             |             |             |             | X           |                           |                           |                           |                           |                           |                           |             |             |             |             |             |             | 1        |
| Kroatien             |             |             |             |             |             |             |                           |                           | X                         | X                         |                           |                           |             |             |             |             |             |             | 2        |
| Kuba                 |             | X           | X           |             | X           |             | X                         | X                         | X                         | X                         | X                         | X                         | X           | X           |             |             | X           |             | 12       |
| Lettland             |             |             |             |             |             |             |                           |                           |                           |                           |                           |                           |             |             |             | X           |             |             | 1        |
| Litauen              |             |             |             |             |             |             |                           |                           |                           |                           |                           | X                         |             |             |             |             |             |             | 1        |
| Marokko              |             |             |             |             |             |             |                           |                           | X                         |                           |                           |                           |             |             |             |             |             |             | 1        |
| Mexiko               |             |             |             |             |             |             |                           |                           | X                         |                           |                           |                           |             |             | X           |             |             |             | 2        |
| Moldau               |             |             |             |             |             |             | X                         |                           |                           |                           |                           |                           |             |             | X           |             |             |             | 2        |
| Mongolei             | X           | X           |             |             |             | X           |                           |                           |                           |                           |                           |                           | X           | X           | X           | X           | X           | X           | 9        |
| Nigeria              |             |             |             | X           |             |             |                           |                           |                           |                           |                           |                           | X           |             | X           | X           | X           |             | 5        |
| Nordmazedonien       |             |             |             |             | X           |             |                           |                           |                           |                           |                           |                           |             |             |             |             |             |             | 1        |
| Peru                 |             |             |             | X           |             |             |                           |                           |                           |                           |                           |                           |             |             |             |             |             |             | 1        |
| Polen                |             | X           | X           |             |             |             |                           |                           |                           |                           | X                         |                           |             | X           | X           |             | X           |             | 6        |
| Puerto Rico          |             |             | X           |             |             |             |                           |                           |                           |                           |                           |                           |             |             |             |             |             |             | 1        |
| Refugee Olympic Team |             |             |             |             |             |             |                           | X                         |                           |                           |                           |                           |             |             |             |             |             |             | 1        |
| Rumänien             |             |             |             |             | X           |             |                           |                           |                           |                           |                           | X                         | X           | X           |             | X           |             |             | 5        |
| ROC                  | X           | X           | X           | X           | X           | X           | X                         | X                         | X                         |                           | X                         | X                         | X           | X           | X           | X           | X           | X           | 17       |
| San Marino           |             |             |             | X           |             |             |                           |                           |                           |                           |                           |                           |             |             |             |             |             |             | 1        |
| Schweden             |             |             |             |             |             |             |                           |                           | X                         |                           |                           |                           |             | X           |             | X           |             |             | 3        |
| Schweiz              |             |             |             | X           |             |             |                           |                           |                           |                           |                           |                           |             |             |             |             |             |             | 1        |
| Senegal              |             | X           |             |             |             |             |                           |                           |                           |                           |                           |                           |             |             |             |             |             |             | 1        |
| Serbien              | X           |             |             |             |             |             |                           | X                         |                           | X                         | X                         |                           |             |             |             |             |             |             | 4        |
| Slowakei             |             |             |             | X           |             |             |                           |                           |                           |                           |                           |                           |             |             |             |             |             |             | 1        |
| Südkorea             |             |             |             |             |             |             |                           | X                         |                           |                           |                           | X                         |             |             |             |             |             |             | 2        |
| Tschechien           |             |             |             |             |             |             |                           |                           |                           |                           | X                         |                           |             |             |             |             |             |             | 1        |
| Tunesien             |             | X           |             |             | X           |             |                           | X                         | X                         |                           | X                         | X                         | X           |             | X           | X           |             | X           | 10       |
| Türkei               | X           |             |             | X           | X           | X           | X                         |                           |                           |                           | X                         | X                         | X           |             |             |             |             | X           | 9        |
| Ukraine              |             |             | X           |             |             | X           | X                         | X                         |                           | X                         |                           |                           | X           |             | X           | X           | X           | X           | 10       |
| Ungarn               |             | X           |             |             |             |             |                           | X                         | X                         | X                         | X                         |                           |             |             |             | X           |             |             | 6        |
| Usbekistan           | X           |             | X           | X           | X           |             | X                         |                           | X                         | X                         |                           | X                         |             |             |             |             |             |             | 8        |
| Vereinigte Staaten   | X           |             | X           | X           | X           | X           | X                         | X                         |                           | X                         | X                         |                           | X           | X           | X           | X           | X           | X           | 15       |
| Belarus              |             |             | X           | X           | X           | X           |                           |                           |                           | X                         |                           |                           |             | X           | X           |             |             | X           | 8        |
| Gesamt: 60 NOKs      | 16          | 16          | 16          | 16          | 16          | 16          | 16                        | 17                        | 16                        | 16                        | 16                        | 16                        | 16          | 16          | 16          | 16          | 16          | 16          | 289      |

## Männer

### Freier Stil

#### Klasse bis 57 kg
| Qualifikationswettbewerb                      | Datum                  | Ort        | Plätze | Nation             | Qualifizierter Athlet |
| --------------------------------------------- | ---------------------- | ---------- | ------ | ------------------ | --------------------- |
| Weltmeisterschaften 2019                      | 14.–22. September 2019 | Nur-Sultan | 6      | Türkei             | Süleyman Atlı         |
| Weltmeisterschaften 2019                      | 14.–22. September 2019 | Nur-Sultan | 6      | Kasachstan         | Nurislam Sanajew      |
| Weltmeisterschaften 2019                      | 14.–22. September 2019 | Nur-Sultan | 6      | Indien             | Ravi Kumar            |
| Weltmeisterschaften 2019                      | 14.–22. September 2019 | Nur-Sultan | 6      | ROC                | Saur Ugujew           |
| Weltmeisterschaften 2019                      | 14.–22. September 2019 | Nur-Sultan | 6      | Serbien            | Stevan Mićić          |
| Weltmeisterschaften 2019                      | 14.–22. September 2019 | Nur-Sultan | 6      | Iran               | Reza Atrinagharchi    |
| Afrikanisch/Ozeanisches Qualifikationsturnier | 2.–4. April 2021       | Hammamet 1 | 2      | Algerien           | Abdelhak Kherbache    |
| Afrikanisch/Ozeanisches Qualifikationsturnier | 2.–4. April 2021       | Hammamet 1 | 2      | Guinea-Bissau      | Diamantino Iuna Fafé  |
| Amerikanisches Qualifikationsturnier          | 13.–15. März 2020      | Ottawa     | 2      | Vereinigte Staaten | Thomas Gilman         |
| Amerikanisches Qualifikationsturnier          | 13.–15. März 2020      | Ottawa     | 2      | Kolumbien          | Óscar Tigreros        |
| Europäisches Qualifikationsturnier            | 18.–21. März 2021      | Budapest 1 | 2      | Armenien           | Arsen Harutjunjan     |
| Europäisches Qualifikationsturnier            | 18.–21. März 2021      | Budapest 1 | 2      | Bulgarien          | Georgi Wangelow       |
| Asiatisches Qualifikationsturnier             | 9.–11. April 2021      | Almaty 2   | 2      | Usbekistan         | Gʻulomjon Abdullayev  |
| Asiatisches Qualifikationsturnier             | 9.–11. April 2021      | Almaty 2   | 2      | China              | Liu Minghu            |
| Internationales Qualifikationsturnier         | 6.–9. Mai 2021         | Sofia 3    | 2      | Japan              | Yūki Takahashi        |
| Internationales Qualifikationsturnier         | 6.–9. Mai 2021         | Sofia 3    | 2      | Mongolei           | Erdenebatyn Bechbajar |
| Gesamt                                        | Gesamt                 | Gesamt     | 16     | 16                 | 16                    |

#### Klasse bis 65 kg
| Qualifikationswettbewerb                      | Datum                  | Ort        | Plätze | Nation        | Qualifizierter Athlet  |
| --------------------------------------------- | ---------------------- | ---------- | ------ | ------------- | ---------------------- |
| Weltmeisterschaften 2019                      | 14.–22. September 2019 | Nur-Sultan | 6      | Indien        | Bajrang Punia          |
| Weltmeisterschaften 2019                      | 14.–22. September 2019 | Nur-Sultan | 6      | Kasachstan    | Daulet Nijasbekow      |
| Weltmeisterschaften 2019                      | 14.–22. September 2019 | Nur-Sultan | 6      | Ungarn        | Iszmail Muszukajev     |
| Weltmeisterschaften 2019                      | 14.–22. September 2019 | Nur-Sultan | 6      | ROC           | Gadschimurad Raschidow |
| Weltmeisterschaften 2019                      | 14.–22. September 2019 | Nur-Sultan | 6      | Mongolei      | Tömör-Otschiryn Tulga  |
| Weltmeisterschaften 2019                      | 14.–22. September 2019 | Nur-Sultan | 6      | Japan         | Takuto Otoguro         |
| Afrikanisch/Ozeanisches Qualifikationsturnier | 2.–4. April 2021       | Hammamet 1 | 2      | Senegal       | Adama Diatta           |
| Afrikanisch/Ozeanisches Qualifikationsturnier | 2.–4. April 2021       | Hammamet 1 | 2      | Tunesien      | Haythem Dakhlaoui      |
| Amerikanisches Qualifikationsturnier          | 13.–15. März 2020      | Ottawa     | 2      | Kuba          | Alejandro Valdés       |
| Amerikanisches Qualifikationsturnier          | 13.–15. März 2020      | Ottawa     | 2      | Argentinien   | Agustín Destribats     |
| Europäisches Qualifikationsturnier            | 18.–21. März 2021      | Budapest 1 | 2      | Armenien      | Wasgen Tewanjan        |
| Europäisches Qualifikationsturnier            | 18.–21. März 2021      | Budapest 1 | 2      | Aserbaidschan | Hacı Əliyev            |
| Asiatisches Qualifikationsturnier             | 9.–11. April 2021      | Almaty 2   | 2      | Kirgisistan   | Ernazar Akmataliev     |
| Asiatisches Qualifikationsturnier             | 9.–11. April 2021      | Almaty 2   | 2      | Iran          | Morteza Ghiasi *       |
| Internationales Qualifikationsturnier         | 6.–9. Mai 2021         | Sofia 3    | 2      | Griechenland  | Georgios Pilidis       |
| Internationales Qualifikationsturnier         | 6.–9. Mai 2021         | Sofia 3    | 2      | Polen         | Magomedmurad Gadżijew  |
| Gesamt                                        | Gesamt                 | Gesamt     | 16     | 16            | 16                     |

#### Klasse bis 74 kg
| Qualifikationswettbewerb                      | Datum                  | Ort        | Plätze | Nation             | Qualifizierter Athlet        |
| --------------------------------------------- | ---------------------- | ---------- | ------ | ------------------ | ---------------------------- |
| Weltmeisterschaften 2019                      | 14.–22. September 2019 | Nur-Sultan | 6      | Italien            | Frank Chamizo                |
| Weltmeisterschaften 2019                      | 14.–22. September 2019 | Nur-Sultan | 6      | Polen              | Kamil Rybicki                |
| Weltmeisterschaften 2019                      | 14.–22. September 2019 | Nur-Sultan | 6      | ROC                | Saurbek Sidakow              |
| Weltmeisterschaften 2019                      | 14.–22. September 2019 | Nur-Sultan | 6      | Vereinigte Staaten | Kyle Douglas Dake *          |
| Weltmeisterschaften 2019                      | 14.–22. September 2019 | Nur-Sultan | 6      | Kasachstan         | Danijar Kaisanow             |
| Weltmeisterschaften 2019                      | 14.–22. September 2019 | Nur-Sultan | 6      | Japan              | Keisuke Otoguro **           |
| Afrikanisch/Ozeanisches Qualifikationsturnier | 2.–4. April 2021       | Hammamet 1 | 2      | Ägypten            | Amr Reda                     |
| Afrikanisch/Ozeanisches Qualifikationsturnier | 2.–4. April 2021       | Hammamet 1 | 2      | Guinea-Bissau      | Augusto Midana               |
| Amerikanisches Qualifikationsturnier          | 13.–15. März 2020      | Ottawa     | 2      | Kuba               | Geandry Garzón               |
| Amerikanisches Qualifikationsturnier          | 13.–15. März 2020      | Ottawa     | 2      | Puerto Rico        | Franklin Gómez               |
| Europäisches Qualifikationsturnier            | 18.–21. März 2021      | Budapest 1 | 2      | Georgien           | Awtandil Kentschadse         |
| Europäisches Qualifikationsturnier            | 18.–21. März 2021      | Budapest 1 | 2      | Aserbaidschan      | Khadzhimurad Gadzhiyev       |
| Asiatisches Qualifikationsturnier             | 9.–11. April 2021      | Almaty 2   | 2      | Iran               | Mostafa Hosseinkhani ***     |
| Asiatisches Qualifikationsturnier             | 9.–11. April 2021      | Almaty 2   | 2      | Usbekistan         | Bekzod Abdurahmonov          |
| Internationales Qualifikationsturnier         | 6.–9. Mai 2021         | Sofia 3    | 2      | Ukraine            | Vasyl Mykhailov              |
| Internationales Qualifikationsturnier         | 6.–9. Mai 2021         | Sofia 3    | 2      | Belarus            | Mahamedchabib Kadsimahamedau |
| Gesamt                                        | Gesamt                 | Gesamt     | 16     | 16                 | 16                           |

#### Klasse bis 86 kg
| Qualifikationswettbewerb                      | Datum                  | Ort        | Plätze | Nation             | Qualifizierter Athlet |
| --------------------------------------------- | ---------------------- | ---------- | ------ | ------------------ | --------------------- |
| Weltmeisterschaften 2019                      | 14.–22. September 2019 | Nur-Sultan | 6      | Iran               | Hassan Yazdani        |
| Weltmeisterschaften 2019                      | 14.–22. September 2019 | Nur-Sultan | 6      | Indien             | Deepak Punia          |
| Weltmeisterschaften 2019                      | 14.–22. September 2019 | Nur-Sultan | 6      | San Marino         | Myles Amine           |
| Weltmeisterschaften 2019                      | 14.–22. September 2019 | Nur-Sultan | 6      | Schweiz            | Stefan Reichmuth      |
| Weltmeisterschaften 2019                      | 14.–22. September 2019 | Nur-Sultan | 6      | ROC                | Artur Naifonow        |
| Weltmeisterschaften 2019                      | 14.–22. September 2019 | Nur-Sultan | 6      | Kolumbien          | Carlos Izquierdo      |
| Afrikanisch/Ozeanisches Qualifikationsturnier | 2.–4. April 2021       | Hammamet 1 | 2      | Algerien           | Fateh Benferdjallah   |
| Afrikanisch/Ozeanisches Qualifikationsturnier | 2.–4. April 2021       | Hammamet 1 | 2      | Nigeria            | Ekerekeme Agiomor     |
| Amerikanisches Qualifikationsturnier          | 13.–15. März 2020      | Ottawa     | 2      | Vereinigte Staaten | David Taylor          |
| Amerikanisches Qualifikationsturnier          | 13.–15. März 2020      | Ottawa     | 2      | Peru               | Pool Ambrocio         |
| Europäisches Qualifikationsturnier            | 18.–21. März 2021      | Budapest 1 | 2      | Belarus            | Ali Schabanau         |
| Europäisches Qualifikationsturnier            | 18.–21. März 2021      | Budapest 1 | 2      | Türkei             | Osman Göçen           |
| Asiatisches Qualifikationsturnier             | 9.–11. April 2021      | Almaty 2   | 2      | China              | Lin Zushen            |
| Asiatisches Qualifikationsturnier             | 9.–11. April 2021      | Almaty 2   | 2      | Usbekistan         | Javrail Shapiyev      |
| Internationales Qualifikationsturnier         | 6.–9. Mai 2021         | Sofia 3    | 2      | Japan              | Sōsuke Takatani       |
| Internationales Qualifikationsturnier         | 6.–9. Mai 2021         | Sofia 3    | 2      | Slowakei           | Boris Makojev         |
| Gesamt                                        | Gesamt                 | Gesamt     | 16     | 16                 | 16                    |

#### Klasse bis 97 kg
| Qualifikationswettbewerb                      | Datum                  | Ort        | Plätze | Nation             | Qualifizierter Athlet  |
| --------------------------------------------- | ---------------------- | ---------- | ------ | ------------------ | ---------------------- |
| Weltmeisterschaften 2019                      | 14.–22. September 2019 | Nur-Sultan | 6      | Vereinigte Staaten | Kyle Snyder            |
| Weltmeisterschaften 2019                      | 14.–22. September 2019 | Nur-Sultan | 6      | Aserbaidschan      | Şərif Şərifov          |
| Weltmeisterschaften 2019                      | 14.–22. September 2019 | Nur-Sultan | 6      | Kasachstan         | Alischer Jergali       |
| Weltmeisterschaften 2019                      | 14.–22. September 2019 | Nur-Sultan | 6      | ROC                | Abdulraschid Sadulajew |
| Weltmeisterschaften 2019                      | 14.–22. September 2019 | Nur-Sultan | 6      | Nordmazedonien     | Magomedgadschi Nurow   |
| Weltmeisterschaften 2019                      | 14.–22. September 2019 | Nur-Sultan | 6      | Georgien           | Elisbar Odikadse       |
| Afrikanisch/Ozeanisches Qualifikationsturnier | 2.–4. April 2021       | Hammamet 1 | 2      | Tunesien           | Mohamed Saadaoui       |
| Afrikanisch/Ozeanisches Qualifikationsturnier | 2.–4. April 2021       | Hammamet 1 | 2      | Algerien           | Mohammed Fardj         |
| Amerikanisches Qualifikationsturnier          | 13.–15. März 2020      | Ottawa     | 2      | Kuba               | Reineris Salas         |
| Amerikanisches Qualifikationsturnier          | 13.–15. März 2020      | Ottawa     | 2      | Kanada             | Jordan Steen           |
| Europäisches Qualifikationsturnier            | 18.–21. März 2021      | Budapest 1 | 2      | Belarus            | Aliaksandr Hushtyn     |
| Europäisches Qualifikationsturnier            | 18.–21. März 2021      | Budapest 1 | 2      | Türkei             | Süleyman Karadeniz     |
| Asiatisches Qualifikationsturnier             | 9.–11. April 2021      | Almaty 2   | 2      | Usbekistan         | Magomed Ibragimov      |
| Asiatisches Qualifikationsturnier             | 9.–11. April 2021      | Almaty 2   | 2      | Iran               | Mohammad Mohammadian   |
| Internationales Qualifikationsturnier         | 6.–9. Mai 2021         | Sofia 3    | 2      | Italien            | Abraham Conyedo        |
| Internationales Qualifikationsturnier         | 6.–9. Mai 2021         | Sofia 3    | 2      | Rumänien           | Albert Saritov         |
| Gesamt                                        | Gesamt                 | Gesamt     | 16     | 16                 | 16                     |

#### Klasse bis 125 kg
| Qualifikationswettbewerb                      | Datum                  | Ort        | Plätze | Nation             | Qualifizierter Athlet    |
| --------------------------------------------- | ---------------------- | ---------- | ------ | ------------------ | ------------------------ |
| Weltmeisterschaften 2019                      | 14.–22. September 2019 | Nur-Sultan | 6      | Georgien           | Geno Petriaschwili       |
| Weltmeisterschaften 2019                      | 14.–22. September 2019 | Nur-Sultan | 6      | Ukraine            | Oleksandr Chozjaniwskyj  |
| Weltmeisterschaften 2019                      | 14.–22. September 2019 | Nur-Sultan | 6      | Türkei             | Taha Akgül               |
| Weltmeisterschaften 2019                      | 14.–22. September 2019 | Nur-Sultan | 6      | China              | Deng Zhiwei              |
| Weltmeisterschaften 2019                      | 14.–22. September 2019 | Nur-Sultan | 6      | Kosovo             | Egzon Shala              |
| Weltmeisterschaften 2019                      | 14.–22. September 2019 | Nur-Sultan | 6      | Iran               | Amir Hossein Zare *      |
| Afrikanisch/Ozeanisches Qualifikationsturnier | 2.–4. April 2021       | Hammamet 1 | 2      | Ägypten            | Diaaeldin Kamal          |
| Afrikanisch/Ozeanisches Qualifikationsturnier | 2.–4. April 2021       | Hammamet 1 | 2      | Algerien           | Djahid Berrahal          |
| Amerikanisches Qualifikationsturnier          | 13.–15. März 2020      | Ottawa     | 2      | Vereinigte Staaten | Gable Steveson **        |
| Amerikanisches Qualifikationsturnier          | 13.–15. März 2020      | Ottawa     | 2      | Kanada             | Amar Dhesi               |
| Europäisches Qualifikationsturnier            | 18.–21. März 2021      | Budapest 1 | 2      | Belarus            | Dzianis Khramiankou      |
| Europäisches Qualifikationsturnier            | 18.–21. März 2021      | Budapest 1 | 2      | Deutschland        | Gennadij Cudinovic       |
| Asiatisches Qualifikationsturnier             | 9.–11. April 2021      | Almaty 2   | 2      | Kasachstan         | Yusup Batirmurzayev      |
| Asiatisches Qualifikationsturnier             | 9.–11. April 2021      | Almaty 2   | 2      | Mongolei           | Mönchtöriin Lchagwagerel |
| Internationales Qualifikationsturnier         | 6.–9. Mai 2021         | Sofia 3    | 2      | ROC                | Sergei Kosyrew           |
| Internationales Qualifikationsturnier         | 6.–9. Mai 2021         | Sofia 3    | 2      | Indien             | Sumit Malik 4            |
| Internationales Qualifikationsturnier         | 6.–9. Mai 2021         | Sofia 3    | 2      | Kirgisistan        | Ajaal Lasarew 4          |
| Gesamt                                        | Gesamt                 | Gesamt     | 16     | 16                 | 16                       |

### Griechisch-römischer Stil

#### Klasse bis 60 kg
| Qualifikationswettbewerb                      | Datum                  | Ort        | Plätze | Nation             | Qualifizierter Athlet     |
| --------------------------------------------- | ---------------------- | ---------- | ------ | ------------------ | ------------------------- |
| Weltmeisterschaften 2019                      | 14.–22. September 2019 | Nur-Sultan | 6      | ROC                | Sergei Jemelin            |
| Weltmeisterschaften 2019                      | 14.–22. September 2019 | Nur-Sultan | 6      | Kasachstan         | Mirambek Ainagulov        |
| Weltmeisterschaften 2019                      | 14.–22. September 2019 | Nur-Sultan | 6      | Japan              | Ken’ichirō Fumita         |
| Weltmeisterschaften 2019                      | 14.–22. September 2019 | Nur-Sultan | 6      | Iran               | Alireza Nejati            |
| Weltmeisterschaften 2019                      | 14.–22. September 2019 | Nur-Sultan | 6      | Ukraine            | Lenur Temirow             |
| Weltmeisterschaften 2019                      | 14.–22. September 2019 | Nur-Sultan | 6      | Usbekistan         | Elmurat Tasmuradov        |
| Afrikanisch/Ozeanisches Qualifikationsturnier | 2.–4. April 2021       | Hammamet 1 | 2      | Algerien           | Abdelkarim Fergat         |
| Afrikanisch/Ozeanisches Qualifikationsturnier | 2.–4. April 2021       | Hammamet 1 | 2      | Ägypten            | Haithem Mahmoud           |
| Amerikanisches Qualifikationsturnier          | 13.–15. März 2020      | Ottawa     | 2      | Kuba               | Luis Orta                 |
| Amerikanisches Qualifikationsturnier          | 13.–15. März 2020      | Ottawa     | 2      | Vereinigte Staaten | Ildar Hafizov             |
| Europäisches Qualifikationsturnier            | 18.–21. März 2021      | Budapest 1 | 2      | Türkei             | Kerem Kamal               |
| Europäisches Qualifikationsturnier            | 18.–21. März 2021      | Budapest 1 | 2      | Deutschland        | Etienne Kinsinger         |
| Asiatisches Qualifikationsturnier             | 9.–11. April 2021      | Almaty 2   | 2      | China              | Silike Walihan            |
| Asiatisches Qualifikationsturnier             | 9.–11. April 2021      | Almaty 2   | 2      | Kirgisistan        | Scholaman Scharschenbekow |
| Internationales Qualifikationsturnier         | 6.–9. Mai 2021         | Sofia 3    | 2      | Moldau             | Victor Ciobanu            |
| Internationales Qualifikationsturnier         | 6.–9. Mai 2021         | Sofia 3    | 2      | Armenien           | Amren Melikjan            |
| Gesamt                                        | Gesamt                 | Gesamt     | 16     | 16                 | 16                        |

#### Klasse bis 67 kg
| Qualifikationswettbewerb                      | Datum                  | Ort           | Plätze | Nation               | Qualifizierter Athlet    |
| --------------------------------------------- | ---------------------- | ------------- | ------ | -------------------- | ------------------------ |
| Weltmeisterschaften 2019                      | 14.–22. September 2019 | Nur-Sultan    | 6      | ROC                  | Artjom Surkow            |
| Weltmeisterschaften 2019                      | 14.–22. September 2019 | Nur-Sultan    | 6      | Dänemark             | Fredrik Bjerrehuus       |
| Weltmeisterschaften 2019                      | 14.–22. September 2019 | Nur-Sultan    | 6      | Ägypten              | Mohamed Ibrahim El-Sayed |
| Weltmeisterschaften 2019                      | 14.–22. September 2019 | Nur-Sultan    | 6      | Kuba                 | Ismael Borrero Molina    |
| Weltmeisterschaften 2019                      | 14.–22. September 2019 | Nur-Sultan    | 6      | Deutschland          | Frank Stäbler            |
| Weltmeisterschaften 2019                      | 14.–22. September 2019 | Nur-Sultan    | 6      | Serbien              | Mate Nemeš               |
| Afrikanisch/Ozeanisches Qualifikationsturnier | 2.–4. April 2021       | Hammamet 1    | 2      | Tunesien             | Souleymen Nasr           |
| Afrikanisch/Ozeanisches Qualifikationsturnier | 2.–4. April 2021       | Hammamet 1    | 2      | Algerien             | Abdelmalek Merabet       |
| Amerikanisches Qualifikationsturnier          | 13.–15. März 2020      | Ottawa        | 2      | Kolumbien            | Julián Horta             |
| Amerikanisches Qualifikationsturnier          | 13.–15. März 2020      | Ottawa        | 2      | Vereinigte Staaten   | Alejandro Sancho         |
| Europäisches Qualifikationsturnier            | 18.–21. März 2021      | Budapest 1    | 2      | Ungarn               | Bálint Korpási           |
| Europäisches Qualifikationsturnier            | 18.–21. März 2021      | Budapest 1    | 2      | Georgien             | Ramas Soidse             |
| Asiatisches Qualifikationsturnier             | 9.–11. April 2021      | Almaty 2      | 2      | Südkorea             | Ryu Han-su               |
| Asiatisches Qualifikationsturnier             | 9.–11. April 2021      | Almaty 2      | 2      | Iran                 | Mohammadreza Geraei      |
| Internationales Qualifikationsturnier         | 6.–9. Mai 2021         | Sofia 3       | 2      | Armenien             | Karen Aslanjan           |
| Internationales Qualifikationsturnier         | 6.–9. Mai 2021         | Sofia 3       | 2      | Ukraine              | Parwis Nassibow          |
| IOC Einladung                                 | IOC Einladung          | IOC Einladung | 1      | Refugee Olympic Team | Aker Al-Obaidi           |
| Gesamt                                        | Gesamt                 | Gesamt        | 17     | 17                   | 17                       |

#### Klasse bis 77 kg
| Qualifikationswettbewerb                      | Datum                  | Ort        | Plätze | Nation        | Qualifizierter Athlet  |
| --------------------------------------------- | ---------------------- | ---------- | ------ | ------------- | ---------------------- |
| Weltmeisterschaften 2019                      | 14.–22. September 2019 | Nur-Sultan | 6      | Schweden      | Alex Kessidis          |
| Weltmeisterschaften 2019                      | 14.–22. September 2019 | Nur-Sultan | 6      | Armenien      | Karapet Tschaljan      |
| Weltmeisterschaften 2019                      | 14.–22. September 2019 | Nur-Sultan | 6      | Ungarn        | Tamás Lőrincz          |
| Weltmeisterschaften 2019                      | 14.–22. September 2019 | Nur-Sultan | 6      | Kasachstan    | Askhat Dilmukhamedov   |
| Weltmeisterschaften 2019                      | 14.–22. September 2019 | Nur-Sultan | 6      | Iran          | Mohammadali Geraei     |
| Weltmeisterschaften 2019                      | 14.–22. September 2019 | Nur-Sultan | 6      | Usbekistan    | Jalgasbay Berdimuratov |
| Afrikanisch/Ozeanisches Qualifikationsturnier | 2.–4. April 2021       | Hammamet 1 | 2      | Tunesien      | Lamjed Maafi           |
| Afrikanisch/Ozeanisches Qualifikationsturnier | 2.–4. April 2021       | Hammamet 1 | 2      | Marokko       | Zied Ayet Ikram        |
| Amerikanisches Qualifikationsturnier          | 13.–15. März 2020      | Ottawa     | 2      | Kuba          | Yosvanys Peña          |
| Amerikanisches Qualifikationsturnier          | 13.–15. März 2020      | Ottawa     | 2      | Mexiko        | José Andrés Vargas     |
| Europäisches Qualifikationsturnier            | 18.–21. März 2021      | Budapest 1 | 2      | Kroatien      | Božo Starčević         |
| Europäisches Qualifikationsturnier            | 18.–21. März 2021      | Budapest 1 | 2      | ROC           | Alexander Tschechirkin |
| Asiatisches Qualifikationsturnier             | 9.–11. April 2021      | Almaty 2   | 2      | Kirgisistan   | Akdschol Machmudow     |
| Asiatisches Qualifikationsturnier             | 9.–11. April 2021      | Almaty 2   | 2      | Japan         | Shōhei Yabiku          |
| Internationales Qualifikationsturnier         | 6.–9. Mai 2021         | Sofia 3    | 2      | Bulgarien     | Aik Mnatsakanian       |
| Internationales Qualifikationsturnier         | 6.–9. Mai 2021         | Sofia 3    | 2      | Aserbaidschan | Rafiq Hüseynov         |
| Gesamt                                        | Gesamt                 | Gesamt     | 16     | 16            | 16                     |

#### Klasse bis 87 kg
| Qualifikationswettbewerb                      | Datum                  | Ort        | Plätze | Nation             | Qualifizierter Athlet |
| --------------------------------------------- | ---------------------- | ---------- | ------ | ------------------ | --------------------- |
| Weltmeisterschaften 2019                      | 14.–22. September 2019 | Nur-Sultan | 6      | Ukraine            | Schan Belenjuk        |
| Weltmeisterschaften 2019                      | 14.–22. September 2019 | Nur-Sultan | 6      | Deutschland        | Denis Kudla           |
| Weltmeisterschaften 2019                      | 14.–22. September 2019 | Nur-Sultan | 6      | Ungarn             | Viktor Lőrincz        |
| Weltmeisterschaften 2019                      | 14.–22. September 2019 | Nur-Sultan | 6      | Usbekistan         | Rustam Assakalow      |
| Weltmeisterschaften 2019                      | 14.–22. September 2019 | Nur-Sultan | 6      | Belarus            | Mikalaj Stadub        |
| Weltmeisterschaften 2019                      | 14.–22. September 2019 | Nur-Sultan | 6      | Kirgisistan        | Atabek Azisbekov      |
| Afrikanisch/Ozeanisches Qualifikationsturnier | 2.–4. April 2021       | Hammamet 1 | 2      | Algerien           | Bachir Sid Azara      |
| Afrikanisch/Ozeanisches Qualifikationsturnier | 2.–4. April 2021       | Hammamet 1 | 2      | Ägypten            | Mohamed Metwally      |
| Amerikanisches Qualifikationsturnier          | 13.–15. März 2020      | Ottawa     | 2      | Vereinigte Staaten | Joe Rau               |
| Amerikanisches Qualifikationsturnier          | 13.–15. März 2020      | Ottawa     | 2      | Kuba               | Daniel Grégorich      |
| Europäisches Qualifikationsturnier            | 18.–21. März 2021      | Budapest 1 | 2      | Georgien           | Lascha Gobadse        |
| Europäisches Qualifikationsturnier            | 18.–21. März 2021      | Budapest 1 | 2      | Aserbaidschan      | İslam Abbasov         |
| Asiatisches Qualifikationsturnier             | 9.–11. April 2021      | Almaty 2   | 2      | Kasachstan         | Nursultan Tursynov    |
| Asiatisches Qualifikationsturnier             | 9.–11. April 2021      | Almaty 2   | 2      | China              | Peng Fei              |
| Internationales Qualifikationsturnier         | 6.–9. Mai 2021         | Sofia 3    | 2      | Kroatien           | Ivan Huklek           |
| Internationales Qualifikationsturnier         | 6.–9. Mai 2021         | Sofia 3    | 2      | Serbien            | Surab Datunaschwili   |
| Gesamt                                        | Gesamt                 | Gesamt     | 16     | 16                 | 16                    |

#### Klasse bis 97 kg
| Qualifikationswettbewerb                      | Datum                  | Ort        | Plätze | Nation             | Qualifizierter Athlet |
| --------------------------------------------- | ---------------------- | ---------- | ------ | ------------------ | --------------------- |
| Weltmeisterschaften 2019                      | 14.–22. September 2019 | Nur-Sultan | 6      | ROC                | Mussa Jewlojew        |
| Weltmeisterschaften 2019                      | 14.–22. September 2019 | Nur-Sultan | 6      | Serbien            | Micheil Kadschaia     |
| Weltmeisterschaften 2019                      | 14.–22. September 2019 | Nur-Sultan | 6      | Georgien           | Giorgi Melia          |
| Weltmeisterschaften 2019                      | 14.–22. September 2019 | Nur-Sultan | 6      | Armenien           | Artur Aleksanjan      |
| Weltmeisterschaften 2019                      | 14.–22. September 2019 | Nur-Sultan | 6      | Polen              | Tadeusz Michalik      |
| Weltmeisterschaften 2019                      | 14.–22. September 2019 | Nur-Sultan | 6      | Türkei             | Cenk İldem            |
| Afrikanisch/Ozeanisches Qualifikationsturnier | 2.–4. April 2021       | Hammamet 1 | 2      | Algerien           | Adem Boudjemline      |
| Afrikanisch/Ozeanisches Qualifikationsturnier | 2.–4. April 2021       | Hammamet 1 | 2      | Tunesien           | Haykel Achouri        |
| Amerikanisches Qualifikationsturnier          | 13.–15. März 2020      | Ottawa     | 2      | Kuba               | Gabriel Rosillo       |
| Amerikanisches Qualifikationsturnier          | 13.–15. März 2020      | Ottawa     | 2      | Vereinigte Staaten | G’Angelo Hancock      |
| Europäisches Qualifikationsturnier            | 18.–21. März 2021      | Budapest 1 | 2      | Finnland           | Arvi Savolainen       |
| Europäisches Qualifikationsturnier            | 18.–21. März 2021      | Budapest 1 | 2      | Bulgarien          | Kiril Milenov Milov   |
| Asiatisches Qualifikationsturnier             | 9.–11. April 2021      | Almaty 2   | 2      | Iran               | Mohammad Hadi Saravi  |
| Asiatisches Qualifikationsturnier             | 9.–11. April 2021      | Almaty 2   | 2      | Kirgisistan        | Üsür Dschussupbekow   |
| Internationales Qualifikationsturnier         | 6.–9. Mai 2021         | Sofia 3    | 2      | Ungarn             | Alex Szőke            |
| Internationales Qualifikationsturnier         | 6.–9. Mai 2021         | Sofia 3    | 2      | Tschechien         | Artur Omarov          |
| Gesamt                                        | Gesamt                 | Gesamt     | 16     | 16                 | 16                    |

#### Klasse bis 130 kg
| Qualifikationswettbewerb                      | Datum                  | Ort        | Plätze | Nation      | Qualifizierter Athlet |
| --------------------------------------------- | ---------------------- | ---------- | ------ | ----------- | --------------------- |
| Weltmeisterschaften 2019                      | 14.–22. September 2019 | Nur-Sultan | 6      | Iran        | Amir Ghasemi          |
| Weltmeisterschaften 2019                      | 14.–22. September 2019 | Nur-Sultan | 6      | Kuba        | Oscar Pino Hinds      |
| Weltmeisterschaften 2019                      | 14.–22. September 2019 | Nur-Sultan | 6      | Deutschland | Eduard Popp           |
| Weltmeisterschaften 2019                      | 14.–22. September 2019 | Nur-Sultan | 6      | Türkei      | Rıza Kayaalp          |
| Weltmeisterschaften 2019                      | 14.–22. September 2019 | Nur-Sultan | 6      | Estland     | Heiki Nabi            |
| Weltmeisterschaften 2019                      | 14.–22. September 2019 | Nur-Sultan | 6      | Georgien    | Iakob Kadschaia       |
| Afrikanisch/Ozeanisches Qualifikationsturnier | 2.–4. April 2021       | Hammamet 1 | 2      | Ägypten     | Abdellatif Mohamed    |
| Afrikanisch/Ozeanisches Qualifikationsturnier | 2.–4. April 2021       | Hammamet 1 | 2      | Tunesien    | Amine Guennichi       |
| Amerikanisches Qualifikationsturnier          | 13.–15. März 2020      | Ottawa     | 2      | Chile       | Yasmani Acosta        |
| Amerikanisches Qualifikationsturnier          | 13.–15. März 2020      | Ottawa     | 2      | Brasilien   | Eduard Soghomonyan    |
| Europäisches Qualifikationsturnier            | 18.–21. März 2021      | Budapest 1 | 2      | Litauen     | Mantas Knystautas     |
| Europäisches Qualifikationsturnier            | 18.–21. März 2021      | Budapest 1 | 2      | ROC         | Sergei Semjonow       |
| Asiatisches Qualifikationsturnier             | 9.–11. April 2021      | Almaty 2   | 2      | Usbekistan  | Moʻminjon Abdullayev  |
| Asiatisches Qualifikationsturnier             | 9.–11. April 2021      | Almaty 2   | 2      | Südkorea    | Kim Min-seok          |
| Internationales Qualifikationsturnier         | 6.–9. Mai 2021         | Sofia 3    | 2      | Rumänien    | Alin Alexuc-Ciurariu  |
| Internationales Qualifikationsturnier         | 6.–9. Mai 2021         | Sofia 3    | 2      | Finnland    | Elias Kuosmanen       |
| Gesamt                                        | Gesamt                 | Gesamt     | 16     | 16          | 16                    |

## Frauen

### Freier Stil

#### Klasse bis 50 kg
| Qualifikationswettbewerb                      | Datum                  | Ort        | Plätze | Nation             | Qualifizierte Athletin      |
| --------------------------------------------- | ---------------------- | ---------- | ------ | ------------------ | --------------------------- |
| Weltmeisterschaften 2019                      | 14.–22. September 2019 | Nur-Sultan | 6      | Aserbaidschan      | Mariya Stadnik              |
| Weltmeisterschaften 2019                      | 14.–22. September 2019 | Nur-Sultan | 6      | Rumänien           | Alina Vuc                   |
| Weltmeisterschaften 2019                      | 14.–22. September 2019 | Nur-Sultan | 6      | Kasachstan         | Valentina Islamowa          |
| Weltmeisterschaften 2019                      | 14.–22. September 2019 | Nur-Sultan | 6      | ROC                | Stalwira Orschusch *        |
| Weltmeisterschaften 2019                      | 14.–22. September 2019 | Nur-Sultan | 6      | Ukraine            | Oksana Liwatsch             |
| Weltmeisterschaften 2019                      | 14.–22. September 2019 | Nur-Sultan | 6      | China              | Sun Yanan                   |
| Afrikanisch/Ozeanisches Qualifikationsturnier | 2.–4. April 2021       | Hammamet 1 | 2      | Tunesien           | Sarra Hamdi                 |
| Afrikanisch/Ozeanisches Qualifikationsturnier | 2.–4. April 2021       | Hammamet 1 | 2      | Nigeria            | Adijat Idris                |
| Amerikanisches Qualifikationsturnier          | 13.–15. März 2020      | Ottawa     | 2      | Kuba               | Yusneylys Guzmán            |
| Amerikanisches Qualifikationsturnier          | 13.–15. März 2020      | Ottawa     | 2      | Vereinigte Staaten | Sarah Hildebrandt           |
| Europäisches Qualifikationsturnier            | 18.–21. März 2021      | Budapest 1 | 2      | Bulgarien          | Miglena Selischka           |
| Europäisches Qualifikationsturnier            | 18.–21. März 2021      | Budapest 1 | 2      | Türkei             | Evin Demirhan               |
| Asiatisches Qualifikationsturnier             | 9.–11. April 2021      | Almaty 2   | 2      | Japan              | Yui Susaki                  |
| Asiatisches Qualifikationsturnier             | 9.–11. April 2021      | Almaty 2   | 2      | Mongolei           | Tsogt-Ochiryn Namuuntsetseg |
| Internationales Qualifikationsturnier         | 6.–9. Mai 2021         | Sofia 3    | 2      | Indien             | Seema Bisla                 |
| Internationales Qualifikationsturnier         | 6.–9. Mai 2021         | Sofia 3    | 2      | Ecuador            | Lucía Yépez                 |
| Gesamt                                        | Gesamt                 | Gesamt     | 16     | 16                 | 16                          |

#### Klasse bis 53 kg
| Qualifikationswettbewerb                      | Datum                  | Ort        | Plätze | Nation             | Qualifizierte Athletin     |
| --------------------------------------------- | ---------------------- | ---------- | ------ | ------------------ | -------------------------- |
| Weltmeisterschaften 2019                      | 14.–22. September 2019 | Nur-Sultan | 6      | Nordkorea          | Pak Yong-mi 5              |
| Weltmeisterschaften 2019                      | 14.–22. September 2019 | Nur-Sultan | 6      | Japan              | Mayu Mukaida               |
| Weltmeisterschaften 2019                      | 14.–22. September 2019 | Nur-Sultan | 6      | Indien             | Vinesh Phogat              |
| Weltmeisterschaften 2019                      | 14.–22. September 2019 | Nur-Sultan | 6      | China              | Pang Qianyu                |
| Weltmeisterschaften 2019                      | 14.–22. September 2019 | Nur-Sultan | 6      | Griechenland       | Maria Prevolaraki          |
| Weltmeisterschaften 2019                      | 14.–22. September 2019 | Nur-Sultan | 6      | Polen              | Roksana Zasina             |
| Weltmeisterschaften 2019                      | 14.–22. September 2019 | Nur-Sultan | 6      | Ecuador            | Luisa Valverde 5           |
| Afrikanisch/Ozeanisches Qualifikationsturnier | 2.–4. April 2021       | Hammamet 1 | 2      | Kamerun            | Joseph Essombe             |
| Afrikanisch/Ozeanisches Qualifikationsturnier | 2.–4. April 2021       | Hammamet 1 | 2      | Guam               | Rckaela Aquino             |
| Amerikanisches Qualifikationsturnier          | 13.–15. März 2020      | Ottawa     | 2      | Kuba               | Laura Herin *              |
| Amerikanisches Qualifikationsturnier          | 13.–15. März 2020      | Ottawa     | 2      | Vereinigte Staaten | Jacarra Winchester         |
| Europäisches Qualifikationsturnier            | 18.–21. März 2021      | Budapest 1 | 2      | Belarus            | Wanessa Kaladsinskaja      |
| Europäisches Qualifikationsturnier            | 18.–21. März 2021      | Budapest 1 | 2      | Schweden           | Sofia Mattsson             |
| Asiatisches Qualifikationsturnier             | 9.–11. April 2021      | Almaty 2   | 2      | Kasachstan         | Tatyana Akhmetowa-Amanzhol |
| Asiatisches Qualifikationsturnier             | 9.–11. April 2021      | Almaty 2   | 2      | Mongolei           | Bat-Otschiryn Bolortujaa   |
| Internationales Qualifikationsturnier         | 6.–9. Mai 2021         | Sofia 3    | 2      | Rumänien           | Andreea Ana                |
| Internationales Qualifikationsturnier         | 6.–9. Mai 2021         | Sofia 3    | 2      | ROC                | Olga Choroschawzewa        |
| Gesamt                                        | Gesamt                 | Gesamt     | 16     | 16                 | 16                         |

#### Klasse bis 57 kg
| Qualifikationswettbewerb                      | Datum                  | Ort        | Plätze | Nation             | Qualifizierte Athletin   |
| --------------------------------------------- | ---------------------- | ---------- | ------ | ------------------ | ------------------------ |
| Weltmeisterschaften 2019                      | 14.–22. September 2019 | Nur-Sultan | 6      | China              | Rong Ningning            |
| Weltmeisterschaften 2019                      | 14.–22. September 2019 | Nur-Sultan | 6      | Polen              | Jowita Wrzesień          |
| Weltmeisterschaften 2019                      | 14.–22. September 2019 | Nur-Sultan | 6      | Nigeria            | Odunayo Adekuoroye       |
| Weltmeisterschaften 2019                      | 14.–22. September 2019 | Nur-Sultan | 6      | Japan              | Risako Kawai             |
| Weltmeisterschaften 2019                      | 14.–22. September 2019 | Nur-Sultan | 6      | Belarus            | Iryna Kuratschkina       |
| Weltmeisterschaften 2019                      | 14.–22. September 2019 | Nur-Sultan | 6      | Moldau             | Anastasia Nichita        |
| Afrikanisch/Ozeanisches Qualifikationsturnier | 2.–4. April 2021       | Hammamet 1 | 2      | Guinea             | Fatoumata Camara         |
| Afrikanisch/Ozeanisches Qualifikationsturnier | 2.–4. April 2021       | Hammamet 1 | 2      | Tunesien           | Siwar Bousetta           |
| Amerikanisches Qualifikationsturnier          | 13.–15. März 2020      | Ottawa     | 2      | Mexiko             | Alma Valencia            |
| Amerikanisches Qualifikationsturnier          | 13.–15. März 2020      | Ottawa     | 2      | Vereinigte Staaten | Helen Maroulis           |
| Europäisches Qualifikationsturnier            | 18.–21. März 2021      | Budapest 1 | 2      | Bulgarien          | Ewelina Nikolowa         |
| Europäisches Qualifikationsturnier            | 18.–21. März 2021      | Budapest 1 | 2      | Ukraine            | Alina Hrushyna 7         |
| Europäisches Qualifikationsturnier            | 18.–21. März 2021      | Budapest 1 | 2      | Ukraine            | Tetjana Kit 7            |
| Asiatisches Qualifikationsturnier             | 9.–11. April 2021      | Almaty 2   | 2      | Indien             | Anshu Malik              |
| Asiatisches Qualifikationsturnier             | 9.–11. April 2021      | Almaty 2   | 2      | Mongolei           | Boldsaichany Chongordsul |
| Internationales Qualifikationsturnier         | 6.–9. Mai 2021         | Sofia 3    | 2      | Frankreich         | Mathilde Rivière         |
| Internationales Qualifikationsturnier         | 6.–9. Mai 2021         | Sofia 3    | 2      | ROC                | Walerija Koblowa *       |
| Gesamt                                        | Gesamt                 | Gesamt     | 16     | 16                 | 16                       |

#### Klasse bis 62 kg
| Qualifikationswettbewerb                      | Datum                  | Ort        | Plätze | Nation             | Qualifizierte Athletin    |
| --------------------------------------------- | ---------------------- | ---------- | ------ | ------------------ | ------------------------- |
| Weltmeisterschaften 2019                      | 14.–22. September 2019 | Nur-Sultan | 6      | Bulgarien          | Tajbe Jussein             |
| Weltmeisterschaften 2019                      | 14.–22. September 2019 | Nur-Sultan | 6      | Ungarn             | Marianna Sastin           |
| Weltmeisterschaften 2019                      | 14.–22. September 2019 | Nur-Sultan | 6      | Kirgisistan        | Aissuluu Tynybekowa       |
| Weltmeisterschaften 2019                      | 14.–22. September 2019 | Nur-Sultan | 6      | Nordkorea          | Rim Jong-sim 5            |
| Weltmeisterschaften 2019                      | 14.–22. September 2019 | Nur-Sultan | 6      | Schweden           | Henna Johansson           |
| Weltmeisterschaften 2019                      | 14.–22. September 2019 | Nur-Sultan | 6      | Japan              | Yukako Kawai              |
| Weltmeisterschaften 2019                      | 14.–22. September 2019 | Nur-Sultan | 6      | Rumänien           | Kriszta Incze 5           |
| Afrikanisch/Ozeanisches Qualifikationsturnier | 2.–4. April 2021       | Hammamet 1 | 2      | Tunesien           | Marwa Amri                |
| Afrikanisch/Ozeanisches Qualifikationsturnier | 2.–4. April 2021       | Hammamet 1 | 2      | Nigeria            | Aminat Adeniyi            |
| Amerikanisches Qualifikationsturnier          | 13.–15. März 2020      | Ottawa     | 2      | Brasilien          | Laís Nunes                |
| Amerikanisches Qualifikationsturnier          | 13.–15. März 2020      | Ottawa     | 2      | Vereinigte Staaten | Kayla Miracle             |
| Europäisches Qualifikationsturnier            | 18.–21. März 2021      | Budapest 1 | 2      | Ukraine            | Iryna Koljadenko          |
| Europäisches Qualifikationsturnier            | 18.–21. März 2021      | Budapest 1 | 2      | Lettland           | Anastasija Grigorjeva     |
| Asiatisches Qualifikationsturnier             | 9.–11. April 2021      | Almaty 2   | 2      | China              | Long Jia                  |
| Asiatisches Qualifikationsturnier             | 9.–11. April 2021      | Almaty 2   | 2      | Indien             | Sonam Malik               |
| Internationales Qualifikationsturnier         | 6.–9. Mai 2021         | Sofia 3    | 2      | Mongolei           | Khürelkhüügiin Bolortuyaa |
| Internationales Qualifikationsturnier         | 6.–9. Mai 2021         | Sofia 3    | 2      | ROC                | Ljubow Owtscharowa        |
| Gesamt                                        | Gesamt                 | Gesamt     | 16     | 15                 | 15                        |

#### Klasse bis 68 kg
| Qualifikationswettbewerb                      | Datum                  | Ort        | Plätze | Nation             | Qualifizierte Athletin       |
| --------------------------------------------- | ---------------------- | ---------- | ------ | ------------------ | ---------------------------- |
| Weltmeisterschaften 2019                      | 14.–22. September 2019 | Nur-Sultan | 6      | Ukraine            | Alla Tscherkassowa           |
| Weltmeisterschaften 2019                      | 14.–22. September 2019 | Nur-Sultan | 6      | Schweden           | Jenny Fransson 6             |
| Weltmeisterschaften 2019                      | 14.–22. September 2019 | Nur-Sultan | 6      | Deutschland        | Anna Schell                  |
| Weltmeisterschaften 2019                      | 14.–22. September 2019 | Nur-Sultan | 6      | Vereinigte Staaten | Tamyra Mensah-Stock          |
| Weltmeisterschaften 2019                      | 14.–22. September 2019 | Nur-Sultan | 6      | Mongolei           | Sorondsonboldyn Battsetseg   |
| Weltmeisterschaften 2019                      | 14.–22. September 2019 | Nur-Sultan | 6      | Japan              | Sara Doshō                   |
| Weltmeisterschaften 2019                      | 14.–22. September 2019 | Nur-Sultan | 6      | Polen              | Agnieszka Wieszczek-Kordus 6 |
| Afrikanisch/Ozeanisches Qualifikationsturnier | 2.–4. April 2021       | Hammamet 1 | 2      | Nigeria            | Blessing Oborududu           |
| Afrikanisch/Ozeanisches Qualifikationsturnier | 2.–4. April 2021       | Hammamet 1 | 2      | Ägypten            | Enas Mostafa                 |
| Amerikanisches Qualifikationsturnier          | 13.–15. März 2020      | Ottawa     | 2      | Kanada             | Danielle Lappage             |
| Amerikanisches Qualifikationsturnier          | 13.–15. März 2020      | Ottawa     | 2      | Kuba               | Yudaris Sánchez              |
| Europäisches Qualifikationsturnier            | 18.–21. März 2021      | Budapest 1 | 2      | Frankreich         | Koumba Larroque              |
| Europäisches Qualifikationsturnier            | 18.–21. März 2021      | Budapest 1 | 2      | ROC                | Chanum Welijewa              |
| Asiatisches Qualifikationsturnier             | 9.–11. April 2021      | Almaty 2   | 2      | China              | Zhou Feng                    |
| Asiatisches Qualifikationsturnier             | 9.–11. April 2021      | Almaty 2   | 2      | Kirgisistan        | Meerim Dschumanasarowa       |
| Internationales Qualifikationsturnier         | 6.–9. Mai 2021         | Sofia 3    | 2      | Aserbaidschan      | Elis Manolowa                |
| Internationales Qualifikationsturnier         | 6.–9. Mai 2021         | Sofia 3    | 2      | Bulgarien          | Mimi Christowa               |
| Gesamt                                        | Gesamt                 | Gesamt     | 16     | 16                 | 16                           |

#### Klasse bis 76 kg
| Qualifikationswettbewerb                      | Datum                  | Ort        | Plätze | Nation             | Qualifizierte Athletin  |
| --------------------------------------------- | ---------------------- | ---------- | ------ | ------------------ | ----------------------- |
| Weltmeisterschaften 2019                      | 14.–22. September 2019 | Nur-Sultan | 6      | Deutschland        | Aline Rotter-Focken     |
| Weltmeisterschaften 2019                      | 14.–22. September 2019 | Nur-Sultan | 6      | Vereinigte Staaten | Adeline Gray            |
| Weltmeisterschaften 2019                      | 14.–22. September 2019 | Nur-Sultan | 6      | Estland            | Epp Mäe                 |
| Weltmeisterschaften 2019                      | 14.–22. September 2019 | Nur-Sultan | 6      | Japan              | Hiroe Minagawa          |
| Weltmeisterschaften 2019                      | 14.–22. September 2019 | Nur-Sultan | 6      | Kasachstan         | Elmira Sysdykowa        |
| Weltmeisterschaften 2019                      | 14.–22. September 2019 | Nur-Sultan | 6      | China              | Zhou Qian               |
| Afrikanisch/Ozeanisches Qualifikationsturnier | 2.–4. April 2021       | Hammamet 1 | 2      | Ägypten            | Samar Amer              |
| Afrikanisch/Ozeanisches Qualifikationsturnier | 2.–4. April 2021       | Hammamet 1 | 2      | Tunesien           | Zaineb Sghaier          |
| Amerikanisches Qualifikationsturnier          | 13.–15. März 2020      | Ottawa     | 2      | Kanada             | Erica Wiebe             |
| Amerikanisches Qualifikationsturnier          | 13.–15. März 2020      | Ottawa     | 2      | Brasilien          | Aline da Silva Ferreira |
| Europäisches Qualifikationsturnier            | 18.–21. März 2021      | Budapest 1 | 2      | Belarus            | Wassilissa Marsaljuk    |
| Europäisches Qualifikationsturnier            | 18.–21. März 2021      | Budapest 1 | 2      | ROC                | Natalja Worobjowa       |
| Asiatisches Qualifikationsturnier             | 9.–11. April 2021      | Almaty 2   | 2      | Kirgisistan        | Ajperi Medet Kyzy       |
| Asiatisches Qualifikationsturnier             | 9.–11. April 2021      | Almaty 2   | 2      | Mongolei           | Otschirbatyn Burmaa     |
| Internationales Qualifikationsturnier         | 6.–9. Mai 2021         | Sofia 3    | 2      | Türkei             | Yasemin Adar            |
| Internationales Qualifikationsturnier         | 6.–9. Mai 2021         | Sofia 3    | 2      | Ukraine            | Alla Belinska           |
| Gesamt                                        | Gesamt                 | Gesamt     | 16     | 16                 | 16                      |